# Mūshemī-ye Pā'īn
Mūshemī-ye Pā'īn (persiska: Mūshemī-ye Pā’īn, موشمی پائین, موشمی) är en ort i Iran.   Den ligger i provinsen Kohgiluyeh och Buyer Ahmad, i den centrala delen av landet, 500 km söder om huvudstaden Teheran. Mūshemī-ye Pā'īn ligger 1 333 meter över havet och antalet invånare är 364.
Terrängen runt Mūshemī-ye Pā'īn är varierad.Runt Mūshemī-ye Pā'īn är det ganska glesbefolkat, med 47 invånare per kvadratkilometer. Närmaste större samhälle är Dīshmūk, 14,4 km nordväst om Mūshemī-ye Pā'īn. Omgivningarna runt Mūshemī-ye Pā'īn är i huvudsak ett öppet busklandskap.